# シュジャー・ウッダウラ
シュジャー・ウッダウラ（ヒンディー語：शुजा उद दौला, ウルドゥー語: شجاع الدولہ, Shuja ud-Daula, 1732年1月19日 - 1775年1月26日）は、北インドのアワド太守（在位：1754年 - 1775年）。ムガル帝国の宰相（ワズィール）でもある。

## 生涯

### 太守位就任まで
1732年1月19日、ジャラールッディーン・ハイダル・ハーンはムガル帝国の首都デリーで生まれた
。
1748年6月19日以降、ジャラールッディーン・ハイダル・ハーンは「シュジャー・ウッダウラ」（王朝の剣）の称号を個人的に使用するようになり、これが彼の一般的な呼称となった。
1754年10月5日、父であるアワド太守サフダル・ジャングが死亡し、息子のシュジャー・ウッダウラが太守位を継承した。同年10月11日にはムガル帝国の皇帝アーラムギール2世からもその世襲を認められた。

### 第三次パーニーパトの戦いと宰相就任

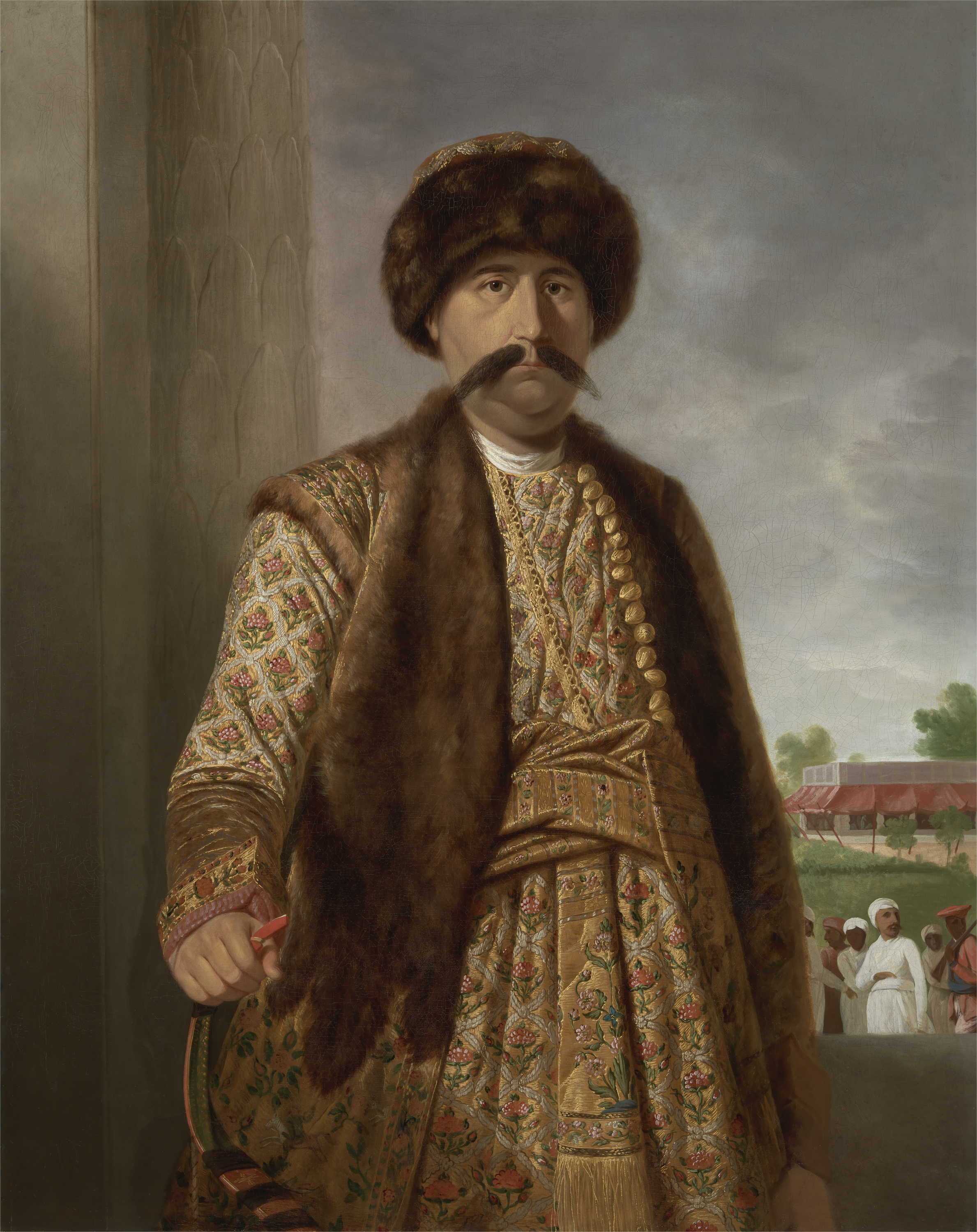
シュジャー・ウッダウラ

1761年1月、第三次パーニーパトの戦いにおいて、マラーター同盟軍とドゥッラーニー朝アフガン軍が対決した時、アフガン王アフマド・シャー・ドゥッラーニーに味方し、その軍に物資や食糧を提供した。シュジャー・ウッダウラはアフガン軍に味方した理由したとしては、父が結んだ協定をマラーターが破り、アワドの広大な領土を奪い、財政的にも圧迫していたからだった。
また、シュジャー・ウッダウラは長期戦に苦しむマラーター同盟軍の補給路を断ち、マラーター同盟軍の物資供給を滞らせるなどして妨害し、マラーター同盟軍が第三次パーニーパトの戦いで敗れる一因を作った。
同年、シュジャー・ウッダウラはイギリスに敗れ、アワドに逃げてきたムガル帝国の皇帝シャー・アーラム2世を保護した。1762年2月15日、彼はシャー・アーラム2世により帝国の宰相に任じられた。

### ブクサールの戦いとアラーハーバード条約の締結

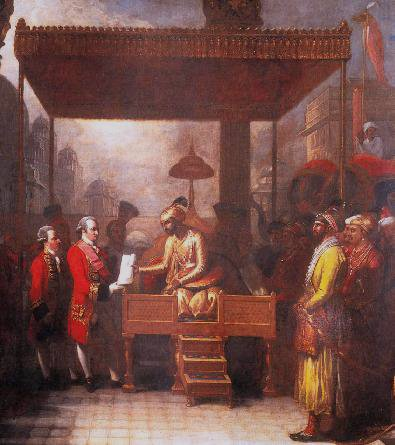
シャー・アーラム2世からディーワーニーを受け取るロバート・クライヴ

1763年末、イギリス東インド会社と対立しベンガルを追われアワドに逃げてきた、前ベンガル太守のミール・カーシムも保護し、もとの状態に戻れるよう援助を約束し、ムガル皇帝シャー・アーラム2世、アワド太守シュジャー・ウッダウラ、前ベンガル太守ミール・カーシムの間に三者同盟が結成された。
三者はまずミール・カーシムの為にベンガルを取り戻すことを決定し、1764年10月23日三者連合軍はビハールとアワドの境にあるブクサール（バクサルとも）で、イギリス東インド会社の軍と会戦した（ブクサールの戦い）。前ベンガル太守軍は給料未払いで兵士に戦意がなく、皇帝軍は内通者があり兵が動かなかったため、実際はアワド太守の軍とイギリス東インド会社軍との戦いであった。戦いは1日で終結し、結果はイギリスの圧勝であった。
この戦いの結果、1765年8月16日にアラーハーバード条約が締結され、アワド太守は年額280万ルピーの価値のあるアラーハーバードとコラーの両地域をイギリスに割譲し、イギリスはそれをムガル皇帝シャー・アーラム2世に与えた。
また、イギリスは領土の割譲とは別にアワドに賠償金500万ルピーを課し、これと同時にアワドの崩壊が始まった。

### イギリス勢力の浸透と死

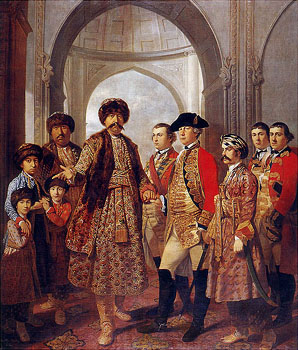
シュジャー・ウッダウラとその家族。横にはイギリス人もいる。

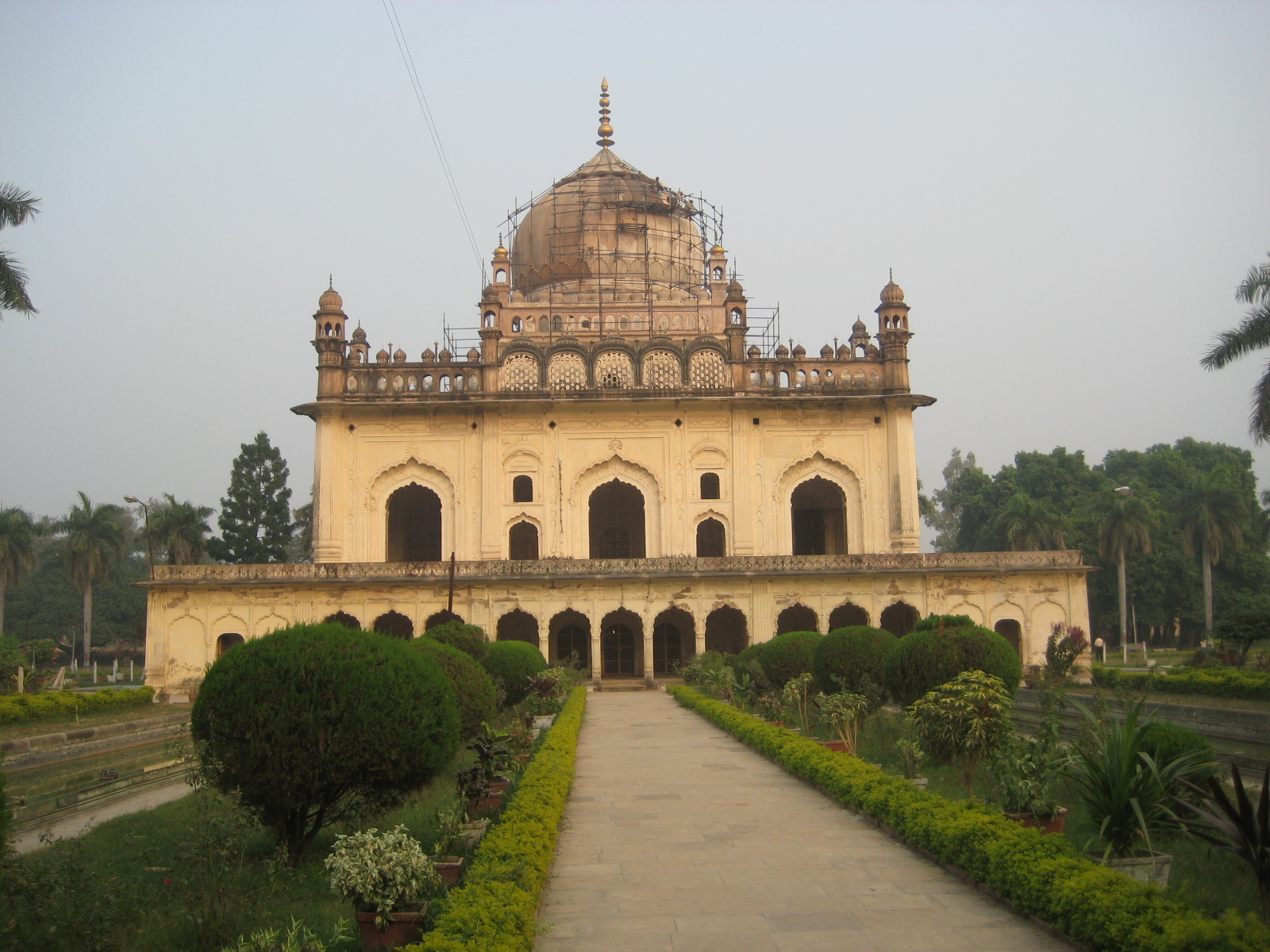
シュジャー・ウッダウラ廟（グラーブ・バーリー）

1764年の敗戦以降、アワドはしだいにイギリスに従属するようになっていき、1772年にマラーター勢力がアワドの保護していたローヒルカンド地方を侵略し、アワド太守シュジャー・ウッダウラはイギリス東インド会社に援助を求めた。
ローヒルカンドとは現ウッタル・プラデーシュ州北西部のことで、ムガル帝国の皇帝アウラングゼーブの死後、アフガン系ローヒラー族が支配していたためこう呼ばれ、ロヒラ族はマラーターの侵入の撃退のためにアワドと協定を結び、その撃退の代償として400万ルピーの支払いを約束していた。
こうして、1773年9月7日、アワドとイギリスの間に同盟条約ヴァーラーナシー条約（ベナレス条約）が締結され、アワド領にイギリス東インド会社の軍隊が駐留することとなり、その費用月額21万ルピーはすべてアワド側の負担とされた。このヴァーラーナシー条約はイギリスが藩王国化する際の条約と似たものであり、1773年がアワドの藩王国化した年とする場合もあるが、1801年の軍事保護条約で藩王国化したとされている。
その後、アワドはイギリスの援助により、マラーター勢力をローヒルカンドから駆逐したが、ローヒラー族は約束された支払いの履行に応じなかったため、1774年にアワドはイギリスの援助のもとローヒルカンドに侵略し、ローヒルカンドのほぼ全域をアワド領に併合した（ローヒラー戦争）。
こうして、アワドが徐々にイギリスに従属していくなか、1775年1月26日にシュジャー・ウッダウラは死亡した。